# Нортэм, Ральф
Ральф Ши́рер Но́ртэм (англ. Ralph Shearer Northam; род. 13 сентября 1959, Нэссоэдокс) — американский врач и политик, член Демократической партии, губернатор штата Виргиния (2018—2022).

## Биография
Окончив медицинскую школу, с 1984 года служил военным врачом, в 1992 году открыл частную практику и проработал четверть века, специализируясь в детской неврологии.
В 2007 году победил на выборах в Сенат Виргинии от 6-го округа, получив 17 307 голосов избирателей против 14 499, поданных за республиканца Ника Рерраса.
В 2013 году победил на предварительных выборах демократов бывшего главу Управления науки и технологии в администрации президента Обамы Аниша Чопру и затем избран вице-губернатором Виргинии, получив поддержку 55,1 % избирателей (его напарником стал кандидат в губернаторы Терри Маколифф, победивший с результатом 47,8 %).
В июне 2017 года победил на предварительных выборах Демократической партии опытного политика Тома Периелло в борьбе за выдвижение своей кандидатуры на губернаторских выборах.
7 ноября 2017 года победил с результатом 54 % республиканца Эда Гиллеспи на губернаторских выборах в Виргинии.
13 января 2018 года принёс присягу и вступил в должность губернатора Виргинии.
1 февраля 2019 года разразился громкий скандал после появления в Интернете снимка страницы Нортэма из сборника Медицинской школы Восточной Вирджинии за 1984 год, где рядом с его фото было помещено изображение двух человек — один в традиционном облачении Ку-Клукс-Клана, а другой — с покрашенным чёрной краской лицом. Нортэм извинился, но заявил, что не является ни одним из этих двоих и не помнит, кто они. Тем не менее, видные демократы и республиканцы начали требовать его отставки.
По законам Виргинии губернатор может занимать свою должность не более одного срока подряд, и в апреле 2021 года Нортэм поддержал своего предшественника Терри Маколиффа, вступившего в борьбу за выдвижение его кандидатом от демократов на следующих губернаторских выборах.

## Семья
В 1987 году женился на Пэм Томас, после чего семья переехала из Техаса в Вашингтон, где Нортэм получил назначение в армейском медицинском центре Уолтера Рида, а затем в Балтимор, ввиду работы в госпитале Джонса Хопкинса. В 1991 году, с началом первой войны в Персидском заливе, Нортэм руководил неврологическим и нейрохирургическим отделениями регионального медицинского центра в Ландштуле (Германия), куда из зоны боевых действий поступали раненые американские военнослужащие. В этот период Пэм была беременна их вторым ребёнком, дочерью Обри, и жила на холме рядом с военной базой. Однако, армейские госпиталя были на время войны закрыты для гражданских лиц, и, когда начались схватки, она сама 45 минут провела за рулём автомобиля, разыскивая немецкую больницу.